# Haemaphysalis subelongata
Haemaphysalis subelongata este o specie de căpușe din genul Haemaphysalis, familia Ixodidae, descrisă de Harry Hoogstraal în anul 1953.
Este endemică în Madagascar. Conform Catalogue of Life specia Haemaphysalis subelongata nu are subspecii cunoscute.